# Drei Zinnen
A Drei Zinnen (olaszul: Tre Cime di Lavaredo), magyarul kb. „Hármas-hegyorom” jellegzetes formájú, három markáns hegycsúcsból álló hegytömb a Sexteni-Dolomitokban, a Sexteni-völgy és a Höhlenstein-völgy között, a Trentino-Dél-Tirol régió és Veneto régió (közelebbről Bozen megye és Belluno megye) határvonalán.
A hegycsoport legmagasabb főcsúcsa 2999 m magas Große Zinne (olaszul: Cima Grande), ezt fogja közre a két másik főcsúcs: nyugaton a 2973 m magas Westliche Zinne (Cima Ovest), keleten a 2857 m magas Kleine Zinne (Cima Piccola). A három markáns főcsúcsot számos kisebb sziklacsúcs egészíti ki. A német „Zinne” szó csúcsot, ormot jelent, valamint a középkori várak koronapárkányán a lőrések közötti prizma-tetejű kőfogakat, a vártornyok legmagasabb csúcsait. A Drei Zinnen alakzatainak nincs megszabott magyar elnevezésük, magyar nyelvű leírásokban is az Osztrák–Magyar Monarchia idején elterjedt német elnevezések szokásosak.
Az első világháború délnyugati frontjának, a „magashegyi háborúnak” egyik fontos szakasza a Drei Zinnen alatt húzódott. 1915–1917 között véres harcok folytak Olaszország alpesi csapatai és a Ausztria–Magyarország területvédelmi egységei között. 1920-ban a győztes antant hatalmak a Dolomitokat, Tirol déli felével együtt Olaszországnak juttatták.
A főcsúcs első megmászása (1869) óta a Drei Zinnen az alpesi hegyjárók és az extrém hegymászók hegymászók kedvelt terepe. A hegy körül számos jelzett túraösvényt, falain a régi katonai utak mentén több vasalt mászóutat (Klettersteig) építettek ki, az extrém hegymászók többféle nehézségi fokozatú mászó útvonalat kutattak fel. Az 1990-es években a Höhlenstein-völgyön át tervezett autópályaépítést az olasz és osztrák nemzetközi környezetvédőknek sikerült megakadályozniuk. Napjainkban a hegycsoport környéke természetvédelmi terület.  Könnyű megközelíthetősége miatt a túraösvényeket főszezonban túlterheli a tömegturizmus. A csoport impozáns északi falának képe az egész Dolomitok kereskedelmi szimbóluma.

## Fekvése
A hegycsoport legmagasabb főcsúcsa 2999 m magas Große Zinne (olaszul: Cima Grande, a „Nagy-orom”). Az őt közrefogó két másik főcsúcs: nyugaton a 2973 m magas Westliche Zinne (Cima Ovest, a „Nyugati-orom”), keleten a 2857 m magas Kleine Zinne (Cima Piccola, a „Kis-orom”) 2 857 m). A három markáns főcsúcsot számos kisebb sziklacsúcs egészíti ki, köztük a 2792 m magas Frida-csúcs (Punta di Frida) és a 2700 m magas Preußturm (Torre Preuß, a „Preuß-torony”), korábbi nevén Kleinste Zinne (Cima Piccolissima, a „Legkisebb-orom”).
A Drei Zinnen csoportja egy széles kőtörmelékdombból (Schuttkegel) emelkedik ki. Az egész képződmény egy kiterjedt fennsík, a Zinnenplateau déli peremén fekszik, a Lange Alm (olaszul: Grava Longa) nevű alpesi legelő katlana fölött. Maga a fennsík és az „Alm” dombjai 2200–2400 méter tengerszint feletti magasságban fekszenek. A fennsíkon három kis tengerszem fekszik, a Zinnen-tavak (Zinnenseen). Itt ered a Rienz folyó, melynek völgye, a Rienztal (Valle della Rienza) a Höhlenstein-völgyben folytatódik Toblachig, onnan a Puster-völgyben halad tovább nyugat felé, és Brixen városánál ömlik a Eisack (Isarco) folyóba.
A hegycsúcsoktól északra eső terület a dél-tiroli Toblach község közigazgatási területére esik, természetvédelmi terület. Elnevezése 2010 óta „Drei Zinnen” Natúrpark, korábbi neve „Sexteni-Dolomitok” Natúrpark volt. 2009 óta az UNESCO Világörökség része.
A Drei Zinnen három főcsúcsa egy nyugat-keleti irányban futó hegygerincet alkot. A hegycsúcsokon futó közigazgatási határvonal egyben megye- és régióhatár is. A vonaltól északra a dél-tiroli Toblach község (Trentino-Alto Adige régió), délre a Belluno megyei Auronzo di Cadore község területe fekszik, utóbbi Veneto régió része. A régióhatár ezen szakasza egyben a német–olasz nyelvi határvonalat is képviseli. A Drei Zinnen csúcsai által képezett nyugat-keleti hegycsoport északkeleten a 2454 m magas Patern(o)-nyeregben (Paternsattel / Forcella Lavaredo) végződik. Innen a hegygerinc északnak fordul, következő szakaszát a 2719 m magas Passportenkopf (Croda di Passaporto) és a 2744 m magas Paternkofel (Monte Paterno) alkotja. Az első világháborúban (1915–1917 között) a Paternkofel különösen heves, ember ember elleni harcok színhelye volt.
A Drei Zinnen csoportja nyugat felé a 2315 m magas Forcella Col di Mezzo átjáróban végződik, innen a gerinc kifutását a 2254 m magas Zinnenkuppe / Col di Mezzo) hegykúp és a 2252 m magas Katzenleiterkopf / Croda d’Arghena képezi.
A Drei Zinnen-től délnyugatra a Forcella Col di Mezzo nevű nyergen keresztül a Plano di Longeres fennsíkra jutunk, a Rimbianco-völgy (Valle di Rimbianco) fölé. Ez a völgy a tőle nyugatra folyó Rienz patak völgyébe torkollik. Felső végét a Westliche Zinne (Nyugati-orom) déli lábánál fekvő 2235 m magas Longeres-nyereg (Forcella di Longeres vagy Forcella Longéres) választja el a kelet felé induló Lavaredo-völgytől (Vallone di Lavaredo). Ez délkeleti irányban az Ansiei patak völgyébe, onnan a Piave folyóba ömlik. A Drei Zinnentől déli irányban a Cadini-hegycsoport emelkedik, a Misurina-tó keleti partján, szemben a Monte Cristallóval.
Északkeleten, a 2454 m magas Patern-nyergen (Paternsattel) keresztül, a törmelékkatlanon át a 3094 m magas Zwölferkofelhez juthatunk. A Zwölferkofel a Fischlein-völgy (Val Fiscalina) felső szakaszát, a Bacher-völgyet zárja. A Fischlein-völgy észak felé Moos településnél a Sexteni-patak völgyébe torkollik.
A közelben fekvő egyetlen nagyobb város Cortina d’Ampezzo (Belluno megye, Veneto tartomány), kb. 17 km-re délnyugatra, népszerű télisport- és turistaközpont. Észak felé, Dél-Tirol területén két nagyobb település fekszik: Toblach 13 km-re északnyugatra, a Höhlenstein-völgy és a Puster-völgy találkozásánál, a Dráva folyó forrásánál, és Innichen, 12 km-re észak felé, a Puster-völgy és a Sexteni-völgy találkozásánál.

## Megközelítése közúton

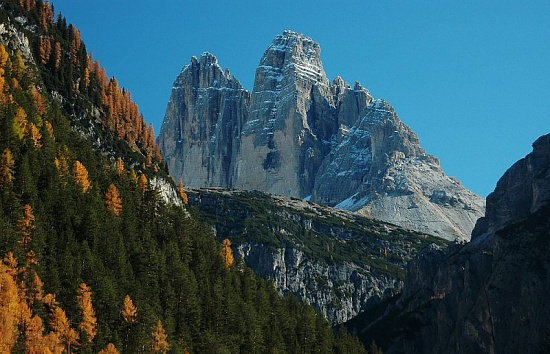
A Drei Zinnen a Höhlenstein-völgyből nézve

Ausztriából (Kelet-Tirolból) indulva a hegycsoport a Puster-völgyben haladó B100-as szövetségi főúton közelíthető meg, Lienz városa felől nyugati irányban haladva. Arnbach osztrák és Winnebach (Prato alla Drava) olasz határátkelőhelytől kezdve az út olasz számozása SS49. Erről Toblach (Dobbiaco) községnél kell letérni jobbra (dél felé) a Höhlenstein-völgybe (Höhlensteintal / Valle di Landro), az SS51-es útra, Cortina d’Ampezzo irányában. A völgy nyugati oldalán osztrák–magyar katonatemető, keleti oldalán a Forte di Landro osztrák záróerőd látható. A Drei Zinnent az előhegyek takarják, az útnak csak csak egyetlen helyéről látható, a Baur Tre Cime szállodától, kelet-délkeleti irányban, egy völgynyíláson át.
A Dürrensee tavat elhagyva az út bal oldalát a Monte Piano tömbje uralja, ennek tetején első világháborús állások, lövészárkok és emlékmúzeum található. A Cristallo masszívuma elé érve Schluderbach (Carbonin) helységnél balra (délkeletnek) kell fordulni az SS48-as számú főútra, a Tre Croci-hágó irányában. Misurina község előtt (a Dolomiti Des Alpes fogadónál) balra fordulva az Antorno-tóig autózhatunk, innen díjköteles út vezet fel az Auronzo-menedékházhozhoz (Auronzohütte / Rifugio Auronzo). (A díjköteles útról még leágazik balra egy korlátozott forgalmú makadámút, mely a Monte Piano tetejére visz fel).
Velence felől Cortina d’Ampezzón át autózhatunk ugyanide. Cortinából észak felé az SS48-as főutat kell követni, a Tre Croci-hágón és Misurinán át. Szlovénia és Friuli-Venezia Giulia régió felől jövet Auronzo di Cadore városánál kelhetünk át a Piave folyón. Ez is azon ritka lakott helyek egyike, ahonnan ráláthatunk a Drei Zinnen csoportjára, ezúttal délkeleti irányból.  Auronzóból az SS48-as főúton az Ansiei-völgyön át juthatunk Cortinába. Mindhárom útvonal festői hegyvidékeken halad keresztül.

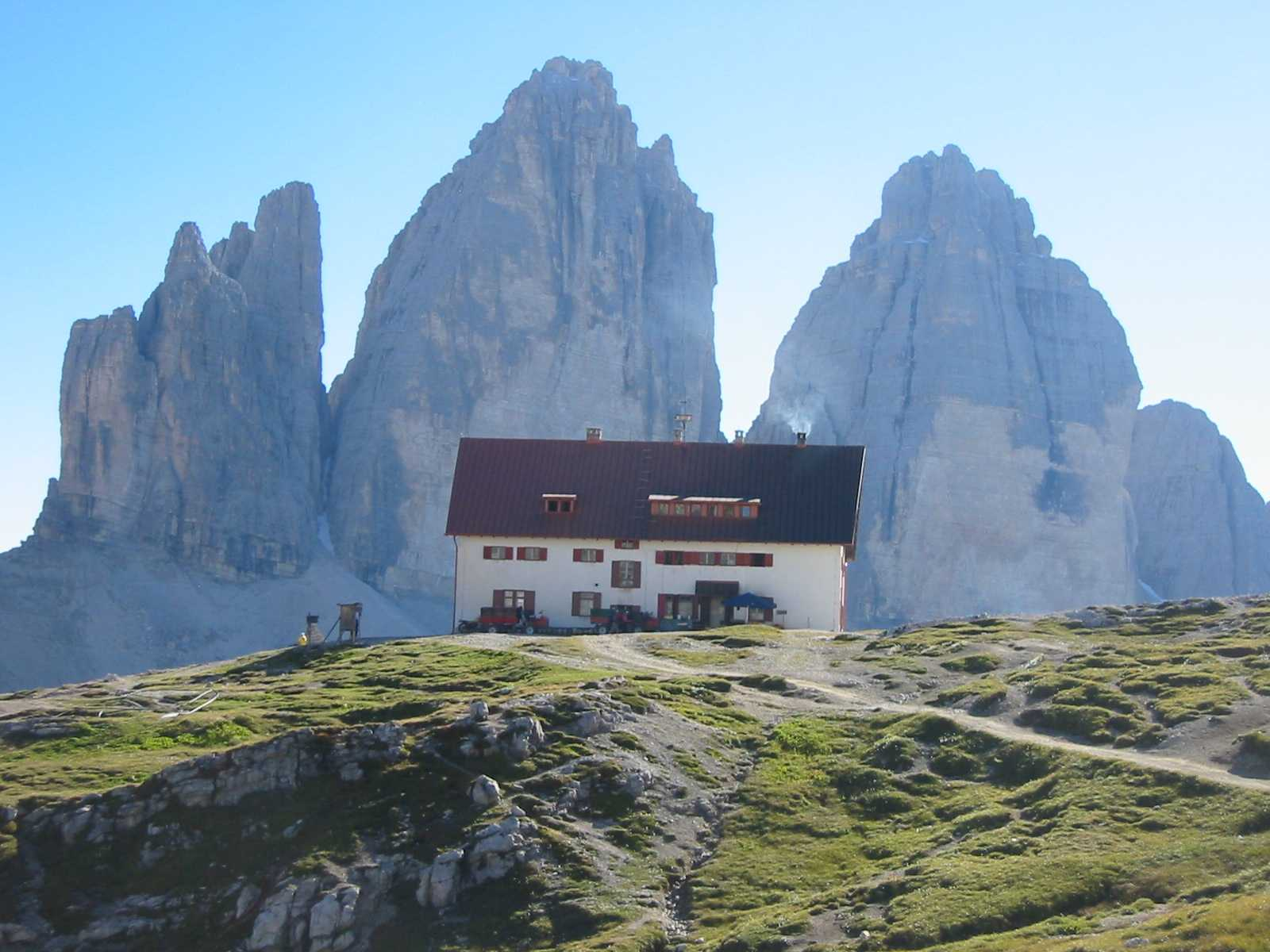
A Drei Zinnen-menedékház (Dreizinnenhütte), mögötte a hármas csúcs, északról nézve

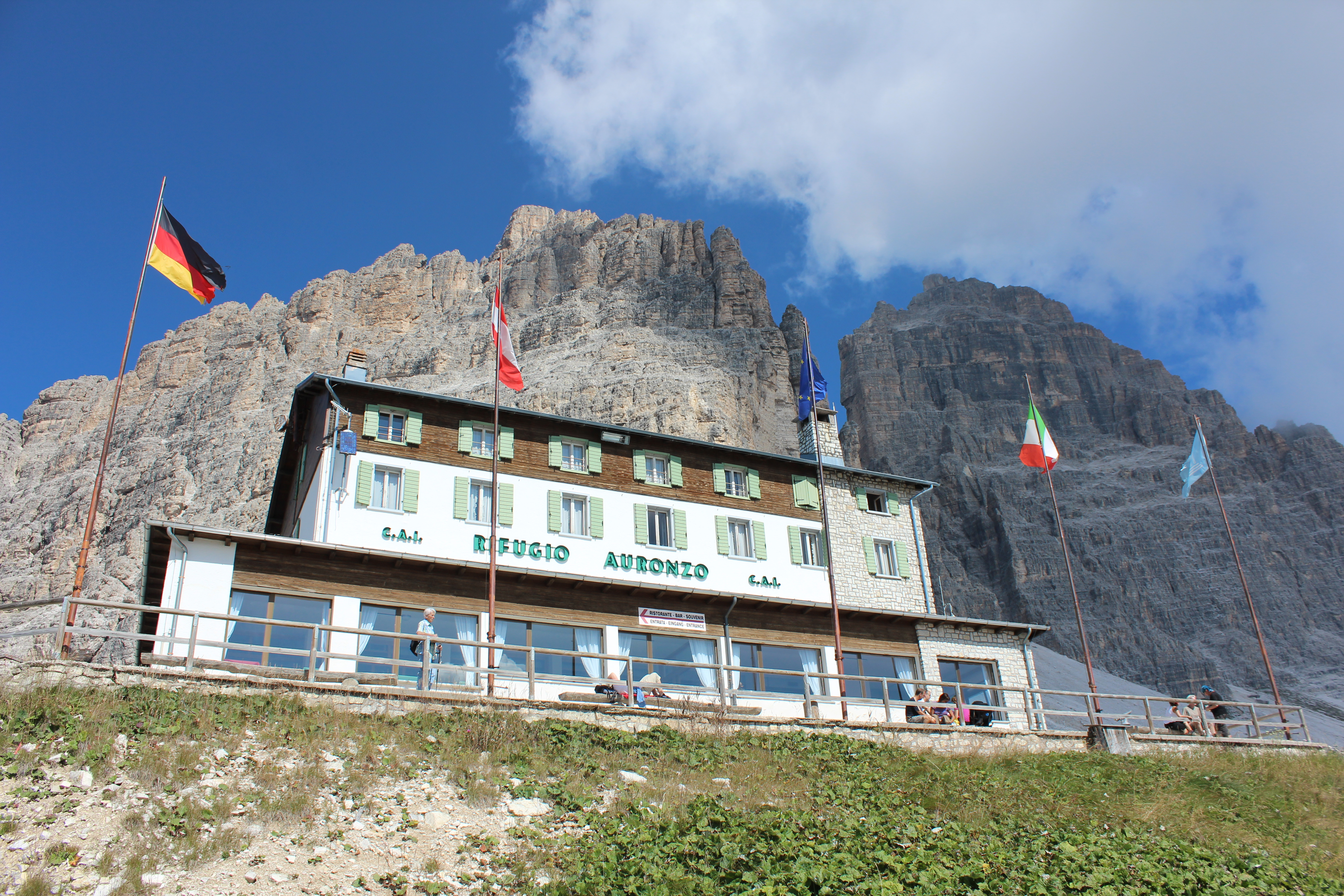
Az Auronzo-menedékház, mögötte a Nyugati és a Nagy Zinne

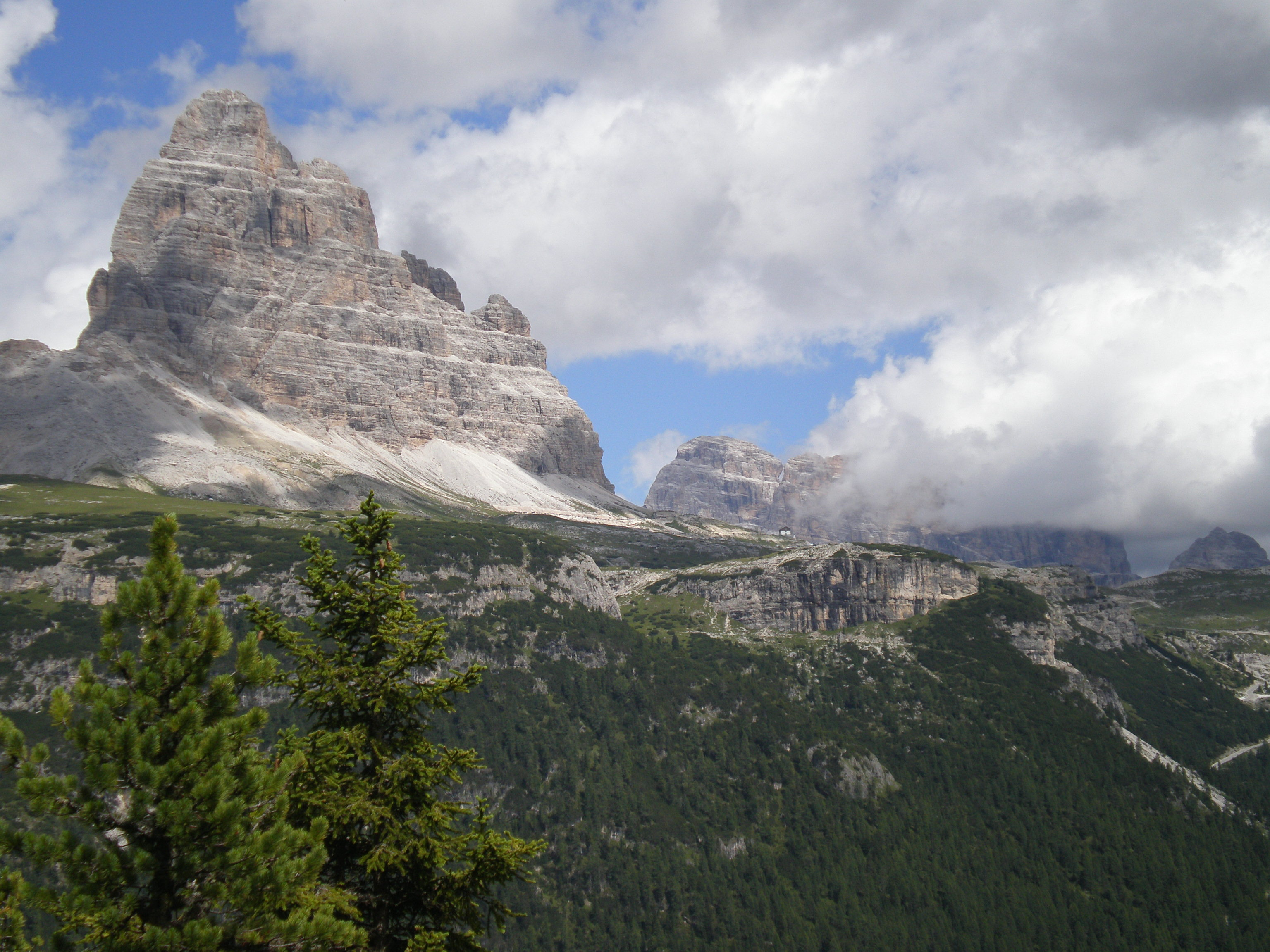
A Lavaredo-menedékház, a Nyugati Zinne mögött

## Menedékházak, túrautak
A hármas csúcs körül épült turistaházak közül a legkönnyebben megközelíthető a 2320 m magasan fekvő Auronzo-menedékház (Auronzohütte / Rifugio Auronzo), közvetlenül a Drei Zinnen déli lábánál, a Longéres- (vagy Longeres) nyeregben. Üzemeltetője a Olasz Alpesi Klub (Club Alpino Italiano, CAI). Közúton Misurina felől könnyen megközelíthető (lásd fent). Az autóval járható utak közelsége miatt igen népszerű kirándulóhely, túrautak kiinduló- és végpontja, turistaszezonban tömegek látogatják. Az Auronzo menedékházhoz délkelet felől, a Lavaredo-völgyből egy jól járható, jelzett turistaúton is fel lehet jutni.
Az Auronzo-háztól kb. 1 km-re kelet felé, 2325 m magasságban, a Kleine Zinne délkeleti lábánál áll a kis Lavaredo-menedékház (Lavaredohütte / Rifugio Lavaredo), melyet magánvállalkozó üzemeltet. A két házat földút köti össze, melyet gyalogos turisták is használhatnak.
A hármas csúcstól északnyugatra, a Lange Alm (vagy Lange Alpe) fennsíkon, a három tengerszem (Zinnenseen) fölött, 2296m magasságban áll a csak nyáron üzemelő Lange Alm turistaház. Két jelzett túraösvény vezet ide: az egyik dél felől, az Auronzo-turistaháztól a Forcella Col di Mezzo nyergén keresztül, a másik északról, a Rienz völgyéből.
A hármas csúcs tömbjéről kb. 1 km-re északkeletre, 2438 m magasan található a CAI másik turistaháza, a Drei Zinnen-menedékház (Dreizinnenhütte / Rifugio Antonio Locatelli). Olasz-osztrák politikai kompromisszumot tükröző, hivatalos, de alig használt teljes neve Rifugio Antonio Locatelli – Sepp Innerkofler. A háztól szép kilátás nyílik a Drei Zinnen impozáns északi falára. Széles túraút vezet a Drei Zinnen-háztól a Paternkofel mellett, a Patern-nyergen az északi fal alá. Ehhez a túraúthoz csatlakoznak délről, az Auronzo-ház felől jövő ösvények. A Drei Zinnen-menedékház más irányokból is megközelíthető. A Sexteni-völgyből két ösvény is felvezet ide, északról, Sexten felől az Innerfeld-völgy, keletről, Moos felől a Fischlein-völgy (Val Fiscalina) útja. A ház nyugatról, a Höhlenstein-völgy (Valle di Landro) felől a Rienz völgyén át, délnyugatról a Lange Alm fennsíkon keresztül is elérhető.

## A „három csúcs”

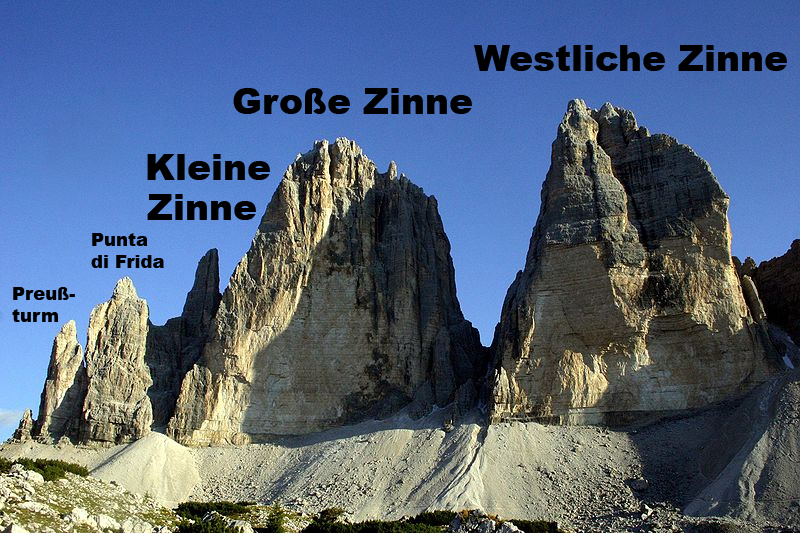
Die Drei Zinnen von Nordwesten, von der Langen Alm

### A „Nagy-Zinne”
A középső főcsúcs, a Große Zinne (Cima Grande), 2999 m magasságával a csoport legmagasabb csúcsa. Meredek, erősen áthajló, 500 m magas északi faláról nevezetes. A hasonló alpesi északi falakkal ellentétben nincsenek rajta jeges átjárók. Déli oldala kevésbé meredek, több törmelékes terasz szakítja meg, erre vezet a „legkönnyebb”, III. nehézségi fokozatú mászóút. Az északkeleti élen vezet a Dibona-út (IV+), a Dabistebaff-út (V), a nyugati falon a Hans Dülfer-út (V+). A északi fal útjai sokkal nehezebbek: a Direttissima-út (VIII+ / VI A2), a Superdirettissima (Sachsenweg) (V A2), a Camillotto Pellesier-út (X / V+ A2), a Comici-út (VII / V+ A0), az „ISO 2000”-út (VIII+), a Claudio-Barbier-emlékút (IX- A0), az Alpenrose-út (IX-) és a „Zinne fantomja”-út (IX+ nehézségi fokozatú).
A Nagy-Zinnét keleten a 2630 m magas Pyramide és egy csorba (Zinnen-scharte) választja el Kis-Zinnétől. Nyugaton egy nagyobb csorba (Große Zinnenscharte)visz át a Nyugati-Zinnére.

### A „Nyugati-Zinne”

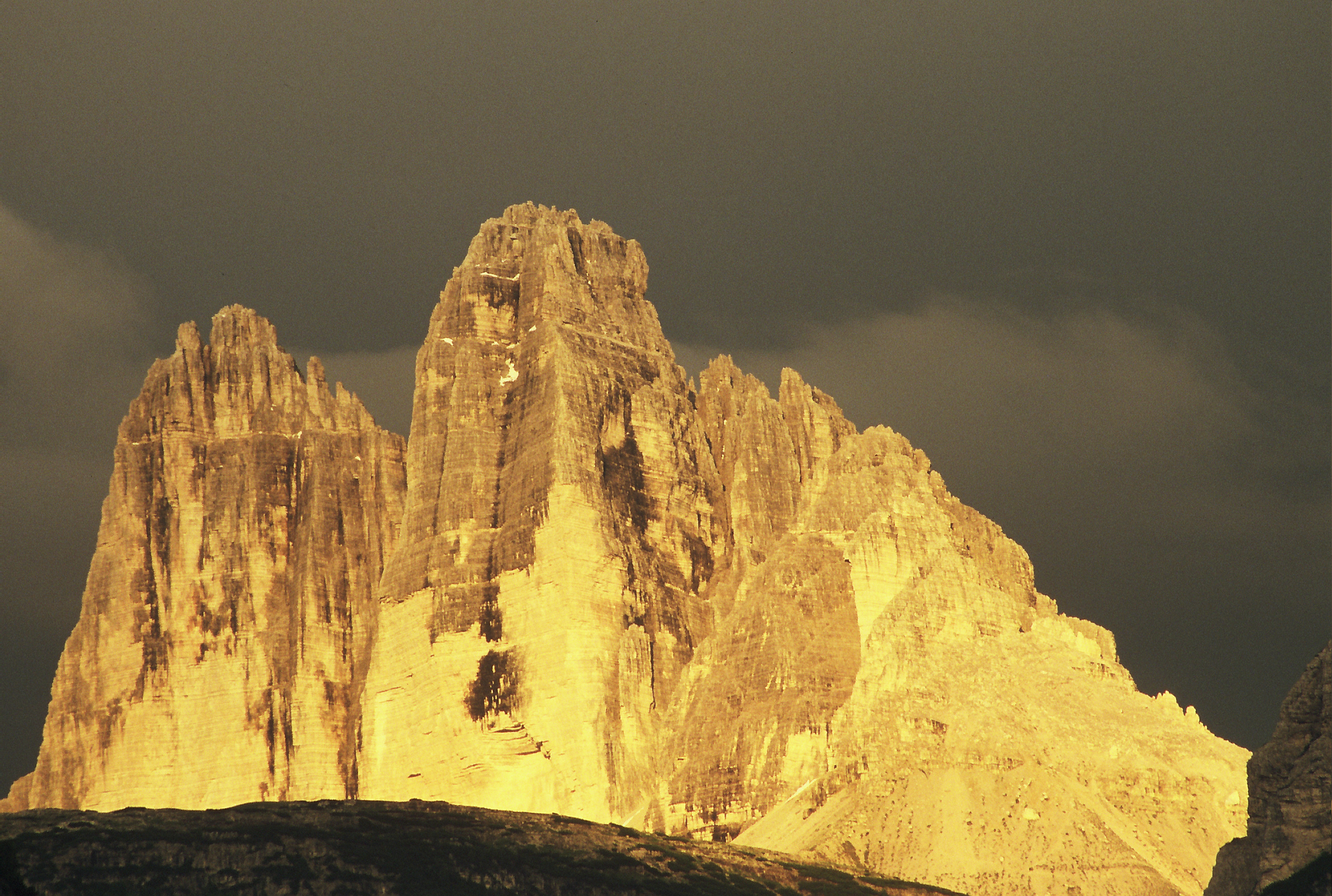
A Drei Zinnen a Höhlenstein-völgyből: Balra a Nagy-Zinne, jobbra a Nyugati-Zinne és előhegyei, a Croda degli Alpini, a Mulo és a Zinnenkopf

A 2973 m magas Westliche Zinne (Cima Ovest), melyet korábban Elülső- (Vordere) vagy Landrói- (Landroer Zinne) néven is neveztek, a Nagy-Zinnéhez hasonló formájú. Északi falát hatalmas áthajlások tagolják. Ezek legnagyobbika vízszintesen 40 méterrel nyúlik ki a torony lábához képest. Lépcsőzetes felépítése miatt „fordított óriáslépcsőnek” is becézik. Ez az Alpok egyik legfigyelemreméltóbb sziklaformációja.
A Nyugati-Zinne legkönnyebb útja a délnyugati falon vezet (II. nehézségi fokozat), manapság inkább csak lemenetre használják. További mászóutak: a déli falon a Dülfer-kémény (IV), a keleti falon az Innerkofler-út (IV), az északkeleti falon a Langl/Löschner-út (IV), a Demuth-él (VII, V+ A0), a nyugati falon a Dülfer-út (IV+) és a Scoiattoli-út (VIII, V+ A2). Az északi falon visz fel a Schweizer-út (VIII+, 6 A3), a Cassin/Ratti-út (VIII, VI- A1), a Baur/Dach-út (VI+ A3), az Alpenliebe-út (IX), a Couzy-emlékút (X, 5+ A3), a Bellavista-út (XI-, IX A3), és a PanAroma-út (XI-, IX A3).

### A „Kis-Zinne”, a „Frida-csúcs” és a „Preuß-torony”

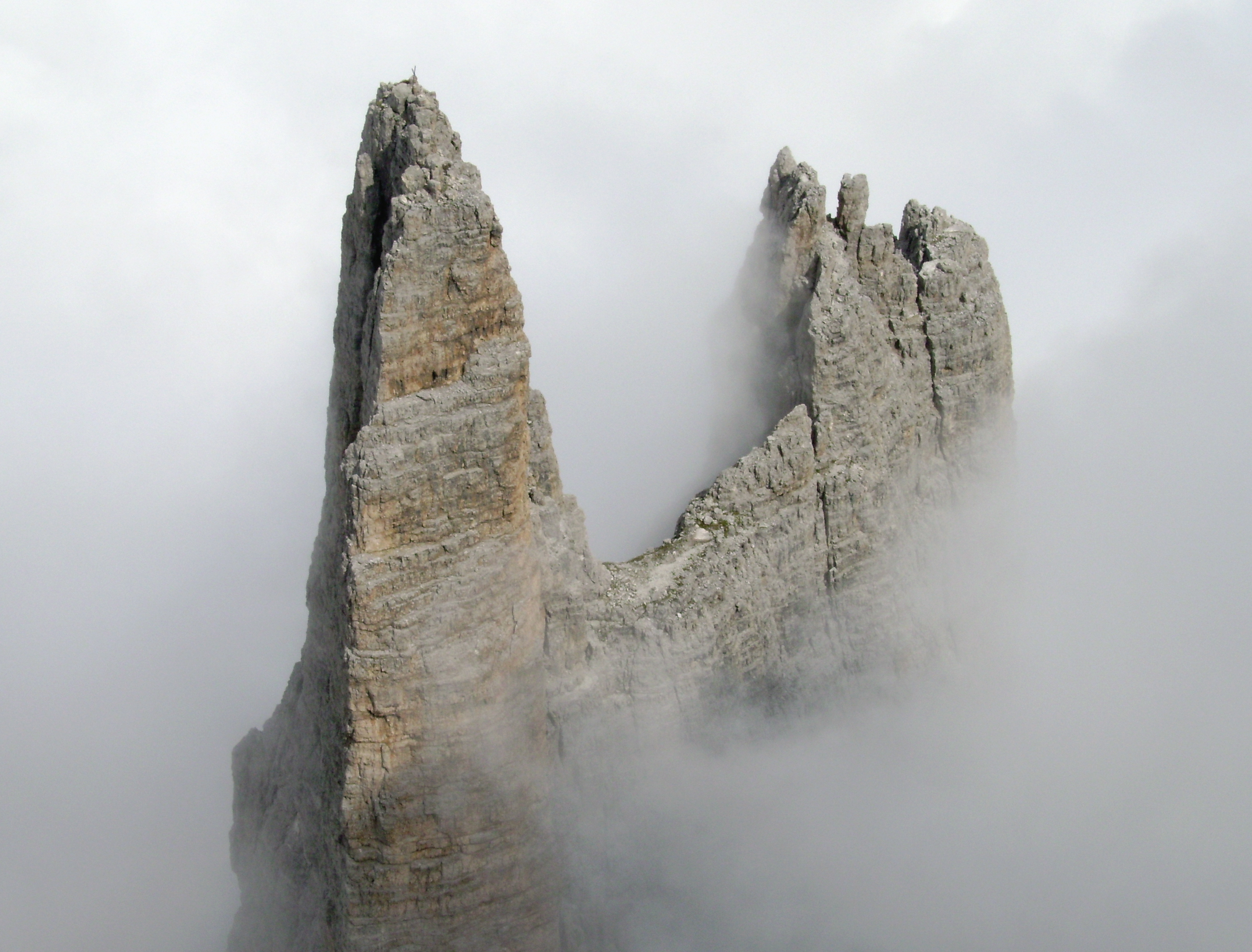
A Kis-Zinne csúcsa, a Nagy-Zinne északkeleti éléről, a Dibona-útról nézve. Jobbra az Anticima csúcs.

A 2827 m magas Kis-Zinne (Kleine Zinne / Cima Piccola) erősen tagolt formájú, több jelentős torony alkotja, így a 2792 m magas Frida-csúcs (Punta di Frida) és 2700 m magas Preuß-torony (Preußturm). Déli előterében áll az Anticima-csúcs, és a „Legeslegkisebb Zinne” (Allerkleinste Zinne / Torre Minor), a Preuß-torony előtt álló kisebb sziklatorony.
A feltűnően karcsú Kis-Zinnére a legnehezebb a feljutás a három Zinne közül. A legkönnyebb út a délnyugati falon vezet, IV. nehézségi fokozatú. További mászóutak: a déli élen a Sárga-él (Gelbe Kante / Spigolo Giallo) (VI, V+ A0), az északi falon az Innerkofler-út (IV+) és a Fehrmann-kémény (V+), a keleti falon a Langl/Horn-út (V), végül a déli falon az Orgler-út (VI-), az Egger/Sauscheck-út (VI+, V+ A0), az Ötzi-Yeti-út (VIII+) és a Sárga fal útja (IX-).
A Frida-csúcs (Punta di Frida) legkönnyebb útja a nyugati falon vezet, III. nehézségi fokozatú. További mászóutak: az északi falon a Dülfer-út (IV+) és a déli falon a Zelger (IV).
A Preuß-torony (Preußturm / Torre Preuß), korábbi nevén Legkisebb Zinne (Kleinste Zinne / Cima Piccolissima) nevét 1928-ban nyerte, első megmászójának Paul Preuß-nak nevéről. Mászóútjai az északkeleti falon vezetnek: a Preuß-hasadék (V), Cassin-út (VII-, VI A0) és Nobile-út (IX+. nehézségi fokozatú).

## Geológia

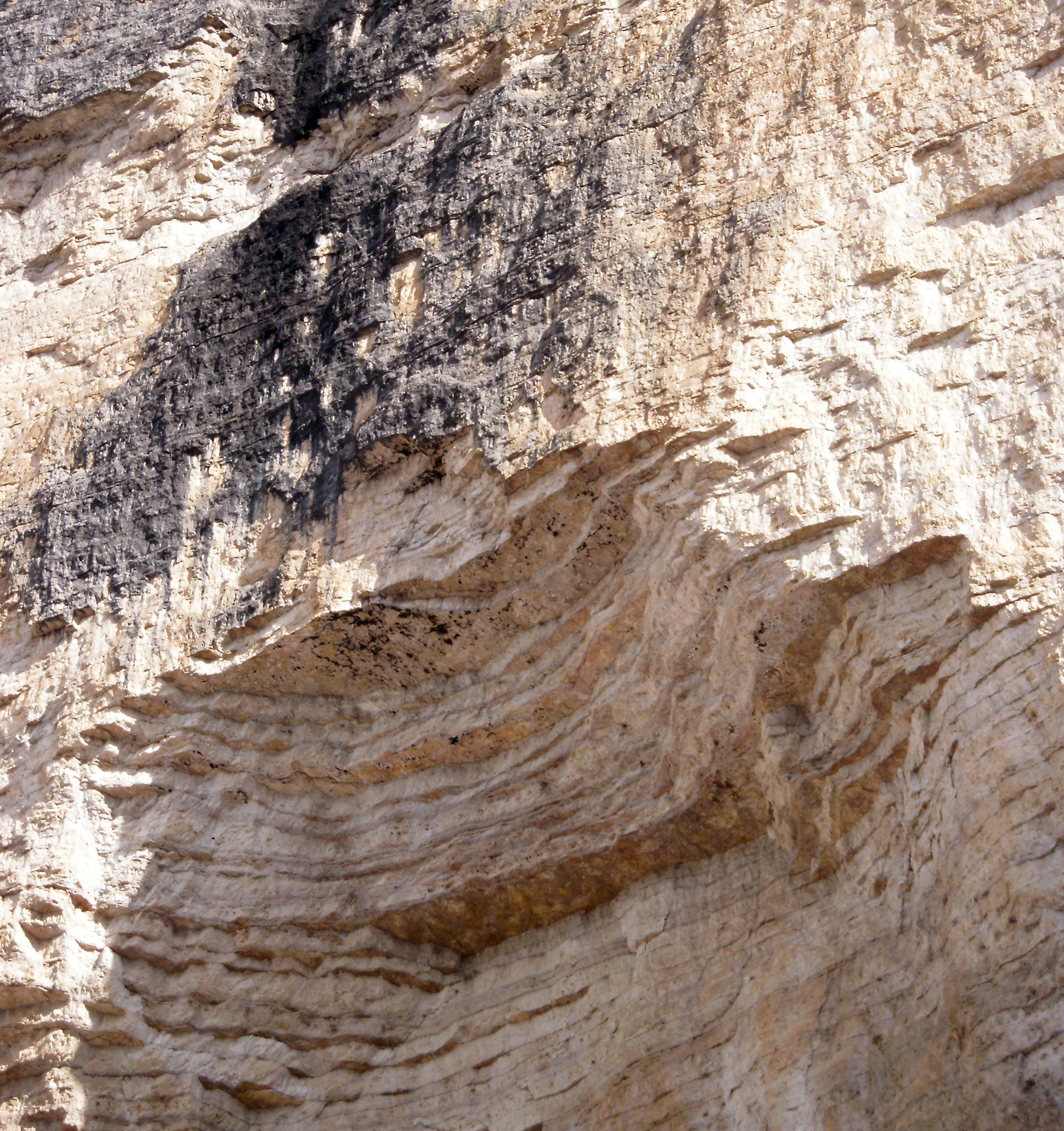
A Westliche Zinne északi fala. A vízszintes rétegződésű sziklafal omlásai nyomán 40 m mélységű boltozatos áthajlás alakult ki. Fölötte cianobaktériumok okozta fekete elszíneződés látható.

A Drei Zinnen anyaga fődolomit, amely a triász korban (200–220 millió évvel ezelőtt) alakult ki a Tethys-óceán nevű őstenger sekély vizű területein, szedimentáció (lerakódás) révén. Tengeri élőlények fosszíliáit találják itt, őskagylók (megalodonok), csigák (gastropoda) és korallok (anthozoa) mészkőváz-maradványait. A földrétegek lassú süllyedése és a tengerszint sűrű ingadozása miatt az elárasztás és a szárazra kerülés időszakai váltották egymást, a szedimentáció egymásra rakodó rétegekben történt. A Dolomitok kőanyagának rétegződése jól kivehető, a dolomitkő-rétegeket vékony agyagrétegek választják el egymástól.
A vízszintesen rétegzett üledékes kőzet utoljára mintegy 60 millió éve emelkedett ki a tengerből. Azóta az időjárás (hőmérséklet-ingadozás, szél, fagy) okozta erózió miatt függőleges repedések, hasadékok keletkeztek, meredek tornyok és sziklafalak alakultak ki, melyek ma is folyamatosan porladnak. A leszakadó szikladarabok gyakran szabályos kocka alakúak. A függőleges tornyok lábánál kiterjedt törmelékkúpok halmozódtak fel, így alakult ki a Dolomitok mai képe. Az erózió ma is folyamatosan tart. A megfagyó csapadék repesztő hatása a rendszeres kőhullás mellett időnként nagy hegyomlásokat is kivált. Így pl. 1948-ban a középső főcsúcs, a Große Zinne déli fala szakadt le, 1981 júliusában pedig összeomlott egy sziklahíd a Preußturm („Preuß-torony”) és a mellette álló Allerkleinste Zinne (Torre Minor, a „Legeslegkisebb Zinne”) között, amelyen addig a hegymászók is rendszeresen átkeltek.
A nagy sziklatömbök leszakadását segíti az altalaj instabilitása is. A hegycsoport alapját képező alaplemez (Zinnenplateau) az ún. schlerni dolomitkőből áll, de efölé Würm-jégkorszakbeli moréna és más, morzsalékos hordalék rakódott. Az erózió lepusztítja a sziklatornyok alapját képező rétegeket, emiatt a fal erősen kitett részei idővel leszakadnak. Ez a máig aktív folyamat alakítja ki a Dolomitok – így a Drei Zinnen – meredek sziklaformációit, sziklatetőit, az északi falak nagyméretű, boltozatos áthajlásait.

## Klíma, növény- és állatvilág

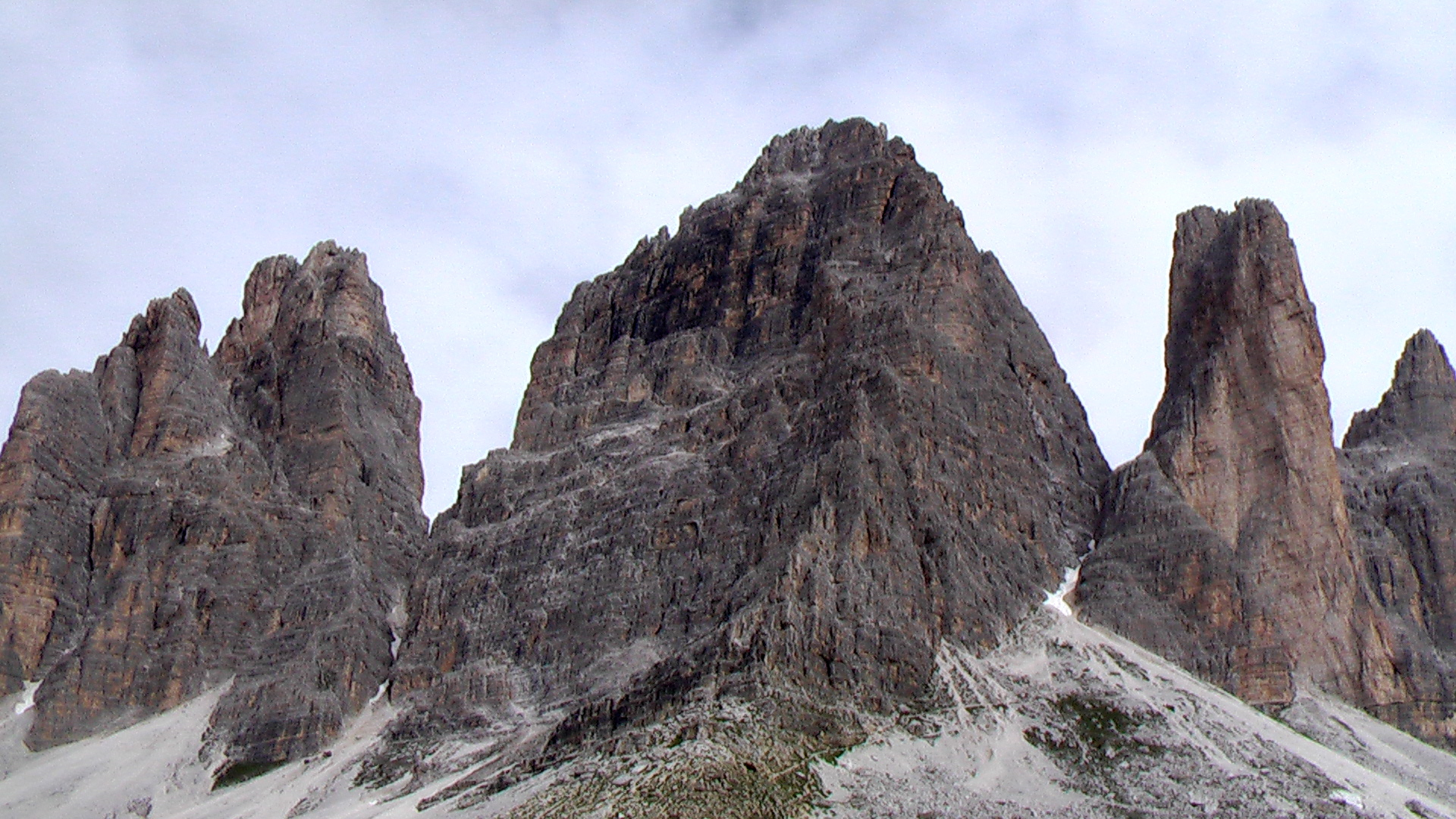
A Drei Zinnen délről nézve

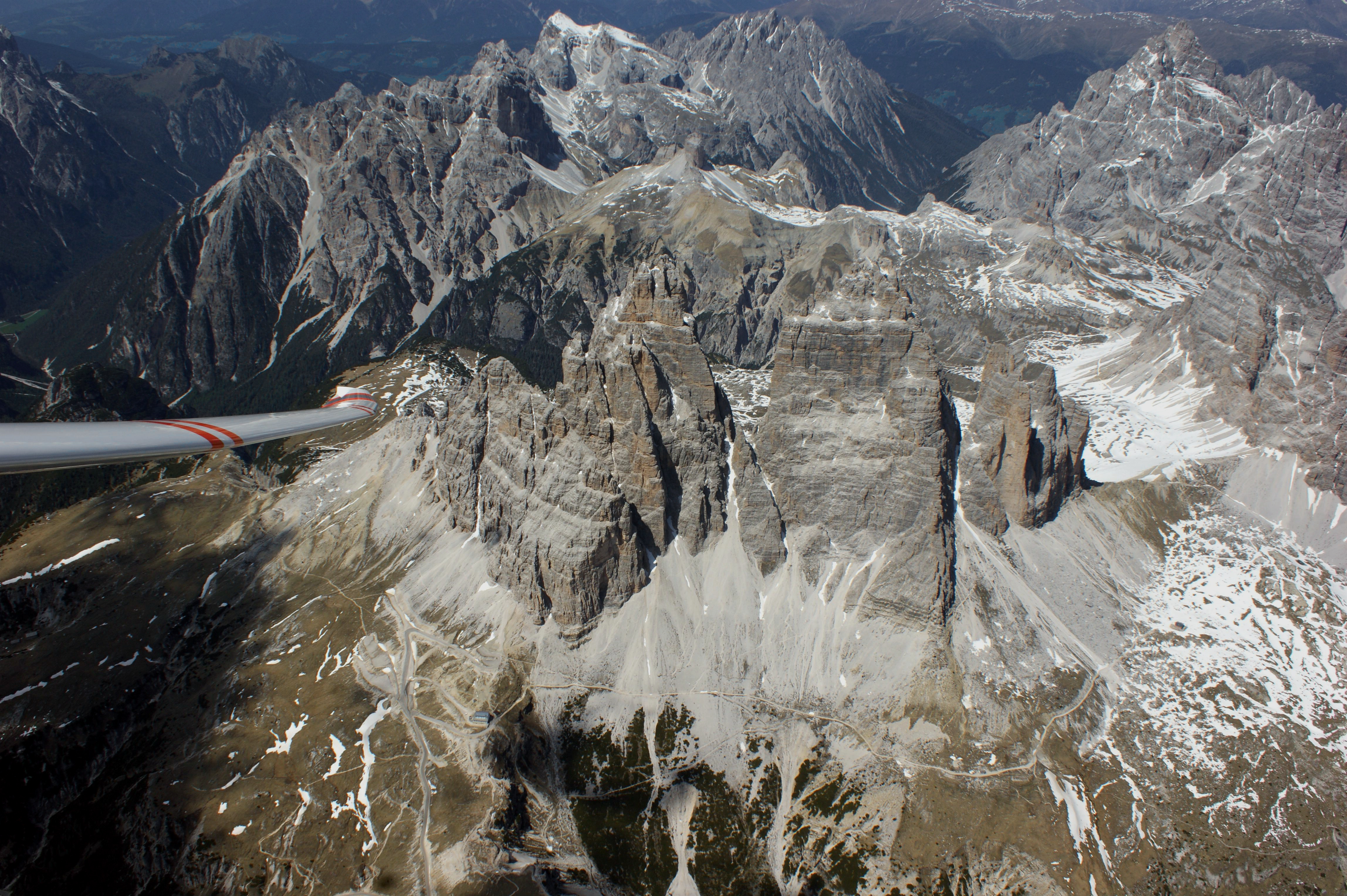
A Drei Zinnen déli oldala vitorlázó repülőből fényképezve

A Sexteni-Dolomitok csoportját minden oldalról további hegycsoportok veszik körül. Viszonylag védett helyzetben van, a magashegyi klíma kilengései mérsékeltek, ennek ellenére nyáron is gyakoriak a hirtelen időjárás-változások, a hőmérséklet gyors zuhanása, hirtelen beálló köd és havazás. Árnyékos hasadékokban, és az északi falak alatt is késő nyárig (gyakran egész évben) megmarad a hó, de gleccserképződés sehol sem indul meg.
A Lange Alm fennsíkon alpesi legelők vannak. A magasan fekvő füves réteken tavasszal, kora nyáron feltűnően sok a virág. Jellemző képviselői a harangvirág-félék, encián és havasi gyopár. Az emlősállatok közül igen gyakori a havasi mormota, a havasi nyúl és a zerge, de pl. a kőszáli kecske teljesen hiányzik a Sexteni-Dolomitokból. A madarak közül jellemző az alpesi hófajd, a holló és a szirti sas. A keresztes vipera fekete színű alfaja egészen 2600 m magasságig megtalálható.
A kiterjedt, állandóan változó felszínű törmelékkúpokon és sziklahasadékokban kevés, jól alkalmazkodó, igénytelen növény- és állatfaj él. A sziklás zónáig felhatolva él a havasi pocok. A madarak közül a hajnalmadár és a havasi csóka jut fel ide, rovarokra vadászva. A sziklafalak árnyékos, nedves részein gyakran láthatók feketére színeződött csíkok, foltok, ezek cianobaktériumok telepei.

## Történelme

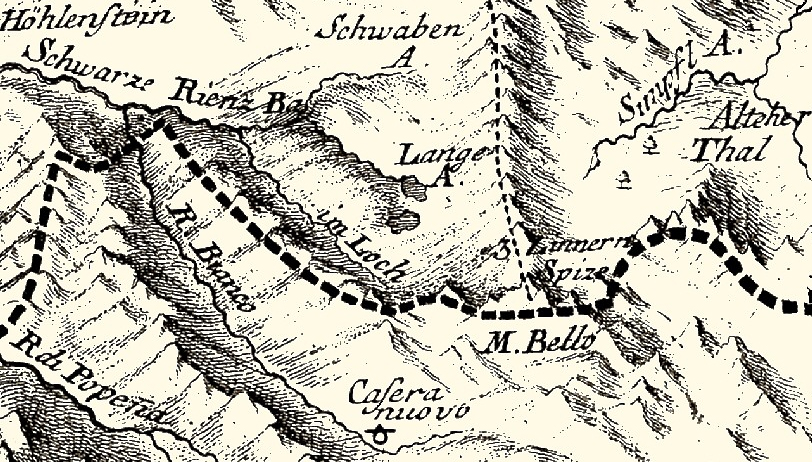
A „három-ormú csúcs” („3 Zinnern Spize”) az Atlas Tyrolensis-ben (1774.)

### Történelmi névformái
A „hármas hegycsúcsról” szóló legrégebbi (német nyelvű) feljegyzések a 16–17. századból származnak. Az alakzatot Dreyspiz, dreÿ Spitz vagy auff gegen den Zwain hohen Spizenn neveken említették. Az 1774-ben Peter Anich és Blasius Hueber által kiadott Atlas Tyrolensis a három-ormú csúcsot már 3 Zinnern Spize névvel jelölte. Az 1845-ben Johann Jakob Staffler által kiadott Tiroli Tpográfia (Tiroler Landestopographie) a Dreizinnen-Spitze nevet használta. Az 1900-ban készült osztrák katonai térkép már a ma is használatos, rövidebb nevet (Drei Zinnen) tünteti fel.
Helyi dialektusok sokáig fennmaradtak. A Puster-völgynél fekvő Sextenben és Innichenben egészen 1940-ig használták a régies Drei Zinte elnevezést. A puster-völgyiek előszeretettel hagyják el az -en végződést, így manapság e községekben a Drai Zinn név is gyakran hallható.

### Az első megmászások

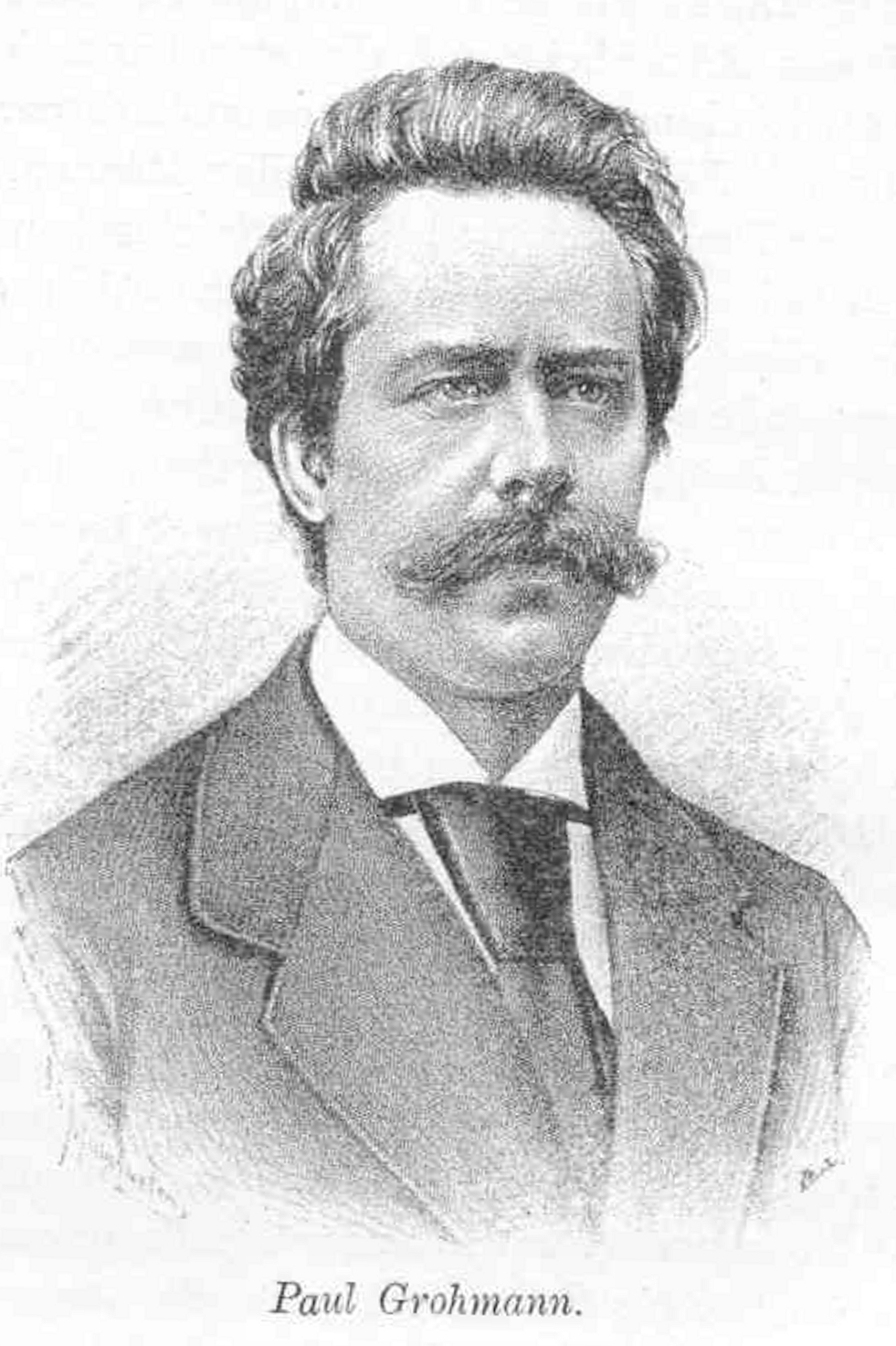
Paul Grohmann, a Große Zinne meghódítója

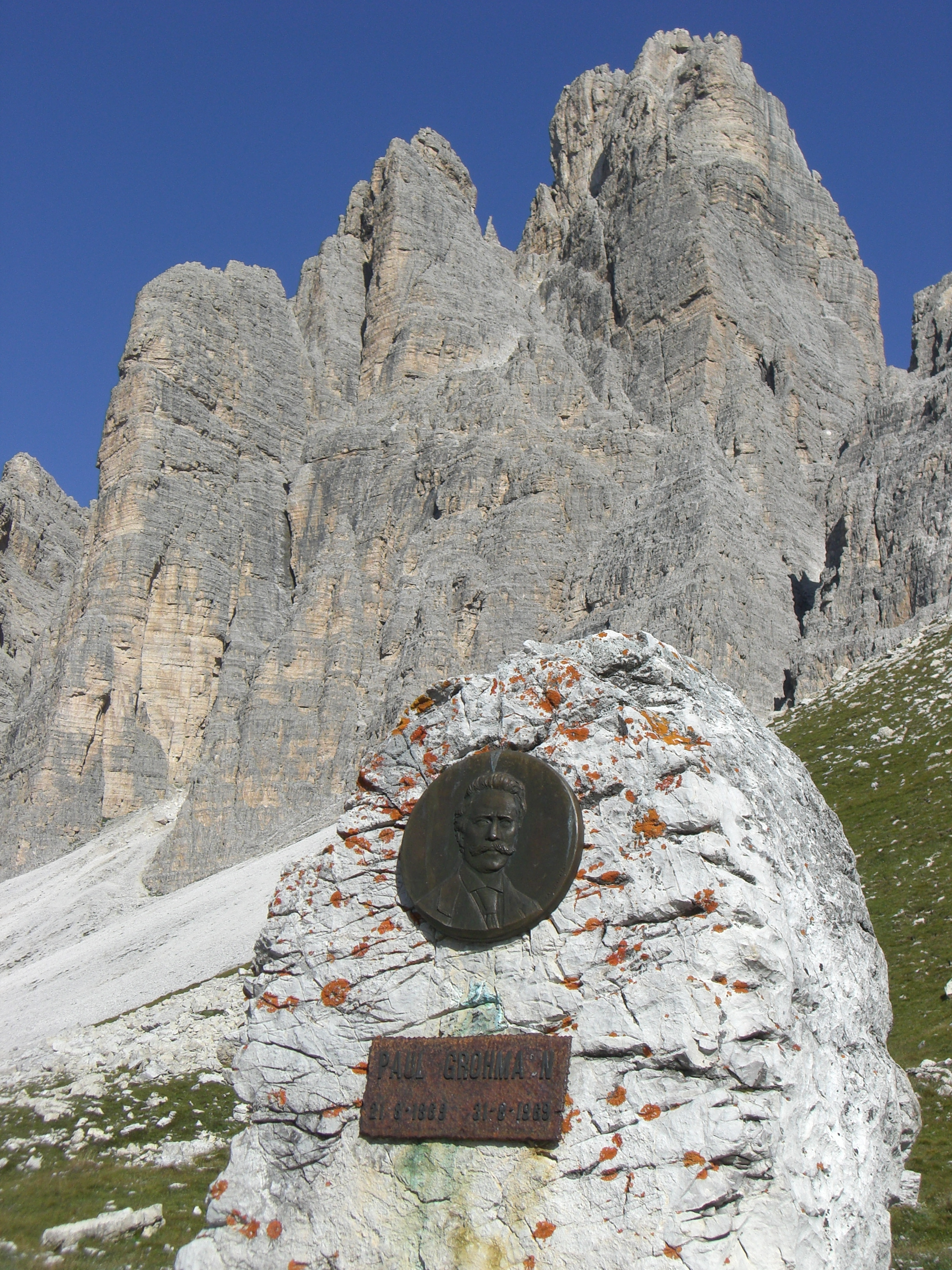
A Nagy Zinne (jobb szélen) és első meghódítóinak emlékműve, az Auronzo-menedékházból a Patern-nyeregre vezető úton

A 19. század elején a hegymászók még alig érdeklődtek a Dolomitok iránt, az alpinisták figyelmét a Nyugati-Alpok felfedezetlen csúcsai kötötték le. A nehezebben megmászható, fejlett felszerelést és mászótechnikát igénylő tornyok csak az 1850-es évektől kerültek az alpinisták látókörébe. 1857-ben John Ball ír természettudós (1818–1889) megmászta a Monte Pelmót. 1867-ben megnyitották a Brenner-hágón át vezető vasútvonalat, a Dolomitok elérhetősége könnyebbé vált.
Paul Grohmann bécsi hegymászó 1869-ben két helybéli hegyi vezető, Franz Innerkofler és Peter Salcher kíséretében elsőként mászta meg a Nagy Zinnét. A jól felkészült Innerkofler augusztus 21-én, az első próbálkozásra három óra alatt felvezette a csoportot a csúcsra. Útvonaluk a ma legkönnyebbnek ismert út volt, III. nehézségi fokozatú. Időigényét a mai mászókalauzok is három órára becsülik. 1869-ben Grohmann (légnyomás-mérések alapján) 3015 méteresnek becsülte a csúcs magasságát.
A kisebb Nyugati Zinne első megmászására 10 évvel később került sor. 1879. augusztus 21-én Michel Innerkofler (Franz Innerkofler rokona) és Georg Ploner schluderbachi fogadós sikeresen feljutottak a csúcsra.
A Kis Zinnét, meredekebb falai miatt sokáig megmászhatatlannak tartották. Az északi falon 1878-ban és 1881-ben több expedíció kudarcot vallott. 1881-ben Santo Siorpaes és Ludwig Grünwald elérték a Frida-torony csúcsát. 1881. július 25-én Michel és Hans Innerkofler mindössze másfél óra alatt feljutott a csúcsra. (A mai mászókalauzok 2-3 órás időigényt tartanak szükségesnek). Útjuk az addig végrehajtott legnehezebb fokozatú mászás volt (mai besorolás szerint IV. fokozatú).
A csoport további tornyait később hódították meg. A Legkisebb-Zinnén 1911-ben Paul Preuß és Paul Relly feltárták a Preuß-rést, ezután a tornyot Preuß-toronyra keresztelték. A Lavaredo-tornyot 1928-ban, a Croda degli Alpini-t és a Croda Longéres-t 1929-ben mászták meg elsőként. A kisebb mellékcsúcsok közül az il Mulót 1937-ben, a Comici-tornyot 1945-ben hódították meg.

### Új mászóutak feltárása
A csúcsok első meghódításai után a további mászások sokáig csak a megismert egyetlen úton történtek. Az első nő, aki  Nagy Zinne csúcsára feljutott, a tiroli Anna Ploner volt (1874). 1884. július 23-án Zsigmondy Ottó, Zsigmondy Emil, Ludwig Purtscheller és Heinrich Koechlin már hegyi vezető nélkül mászták meg a Kis Zinnét.
Megindult további, nehezebben mászható utak kutatása. 1890. július 28-án Sepp Innerkofler, Veit Innerkofler és Hans Helversen a Kis Zinne északi falán egy új (IV+ fokozatú) utat használtak, ez lett a Dolomitok addigi legnehezebb fokozatú útvonala. 1897-ben a Nagy Zinne keleti falán Antonio Dimai, 1899-ben a Nyugati Zinne keleti falán Sepp und Michel Innerkofler talált új utat. 1906-ban Giovanni Siorpaes, Sepp Innerkofler und Adolf Witzenmann átjutottak a Kis Zinne keleti falán, de csak felülről leeresztett kötéllel segítve. 1907-ben Otto Langl és Ferdinand Horn már segítség nélkül teljesítették ezt az utat (V. nehézségi fok). A Nagy Zinne Dibona-útját elsőként 1908-ban Rudi Eller mászta meg elsőként, az utat mégis Angelo Dibonáról nevezték el, aki 1909-ben járt ott. Ugyanebben az évben, 1909-ben tárta fel Rudolf Fehrmann és Oliver Perry-Smith a Fehrmann-kéménynek elnevezett utat a Kis Zinne északi falán. Az 1913-ban Hans Dülfer által a Nagy Zinne nyugati falán feltárt Dülfer-út hosszú ideig a Drei Zinnen legnehezebb útjának számított.

### Az első világháború

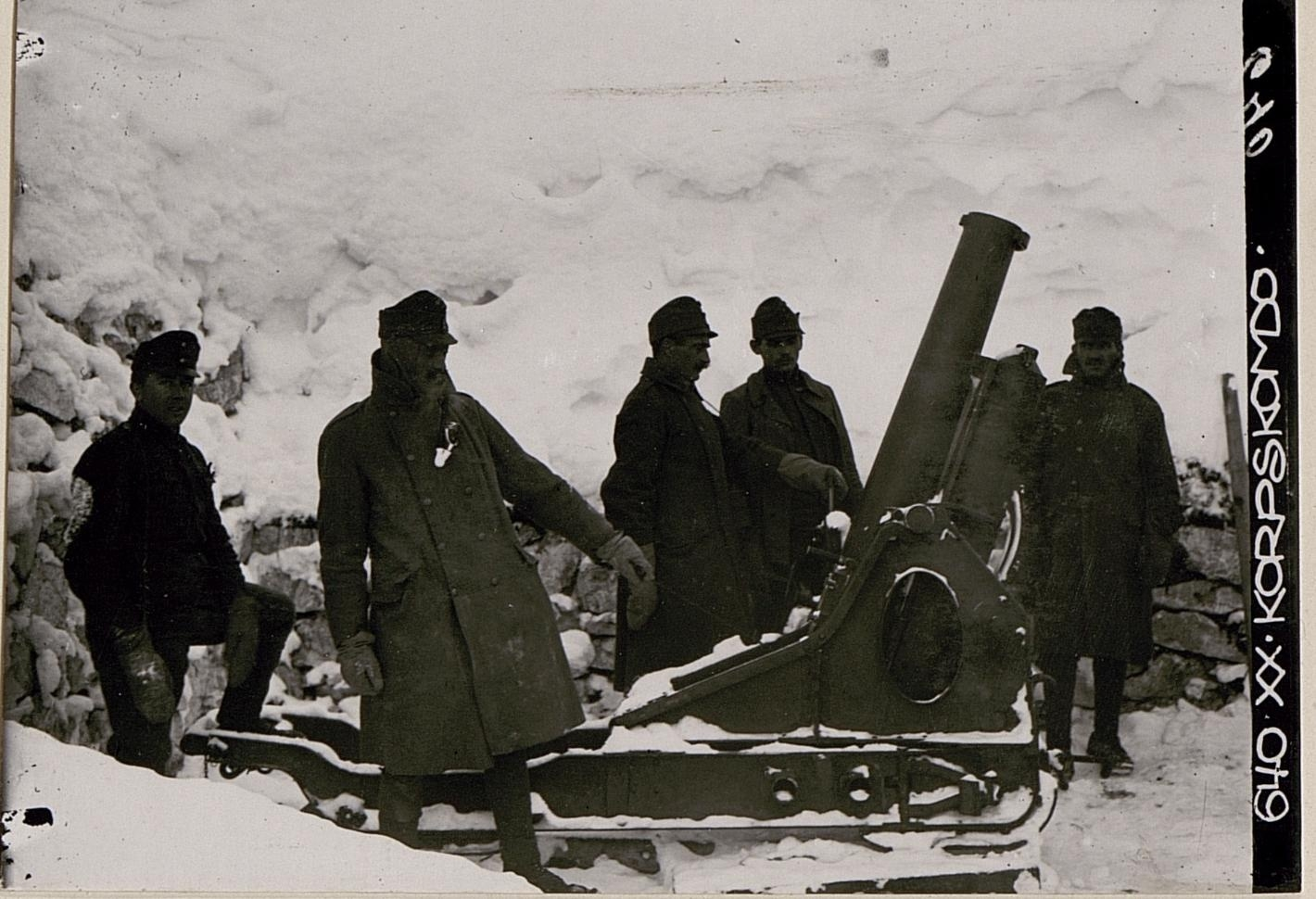
Osztrák–magyar aknavető a Zinnenplateau-n

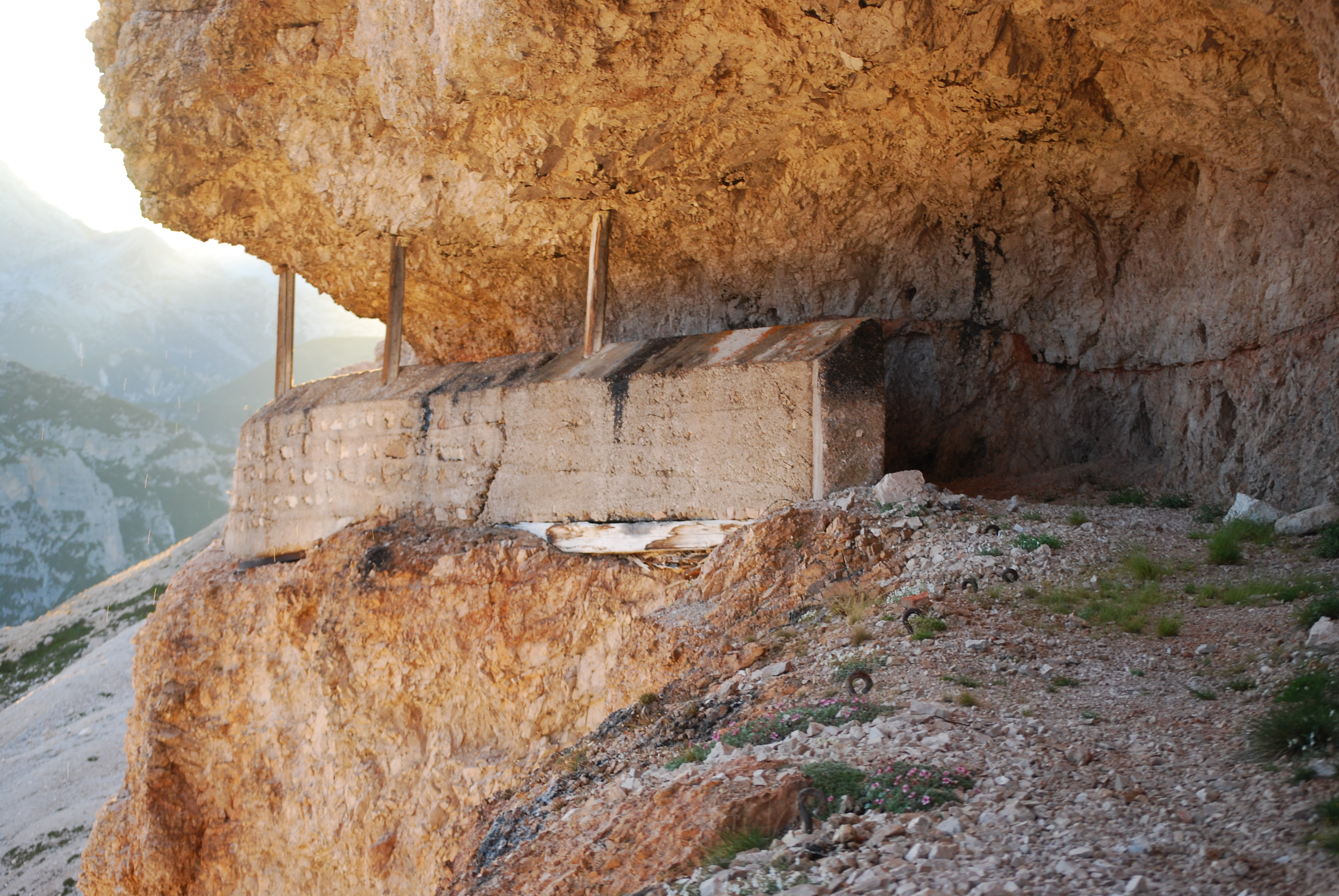
Olasz lőállás az Auronzo-menedékház mellett

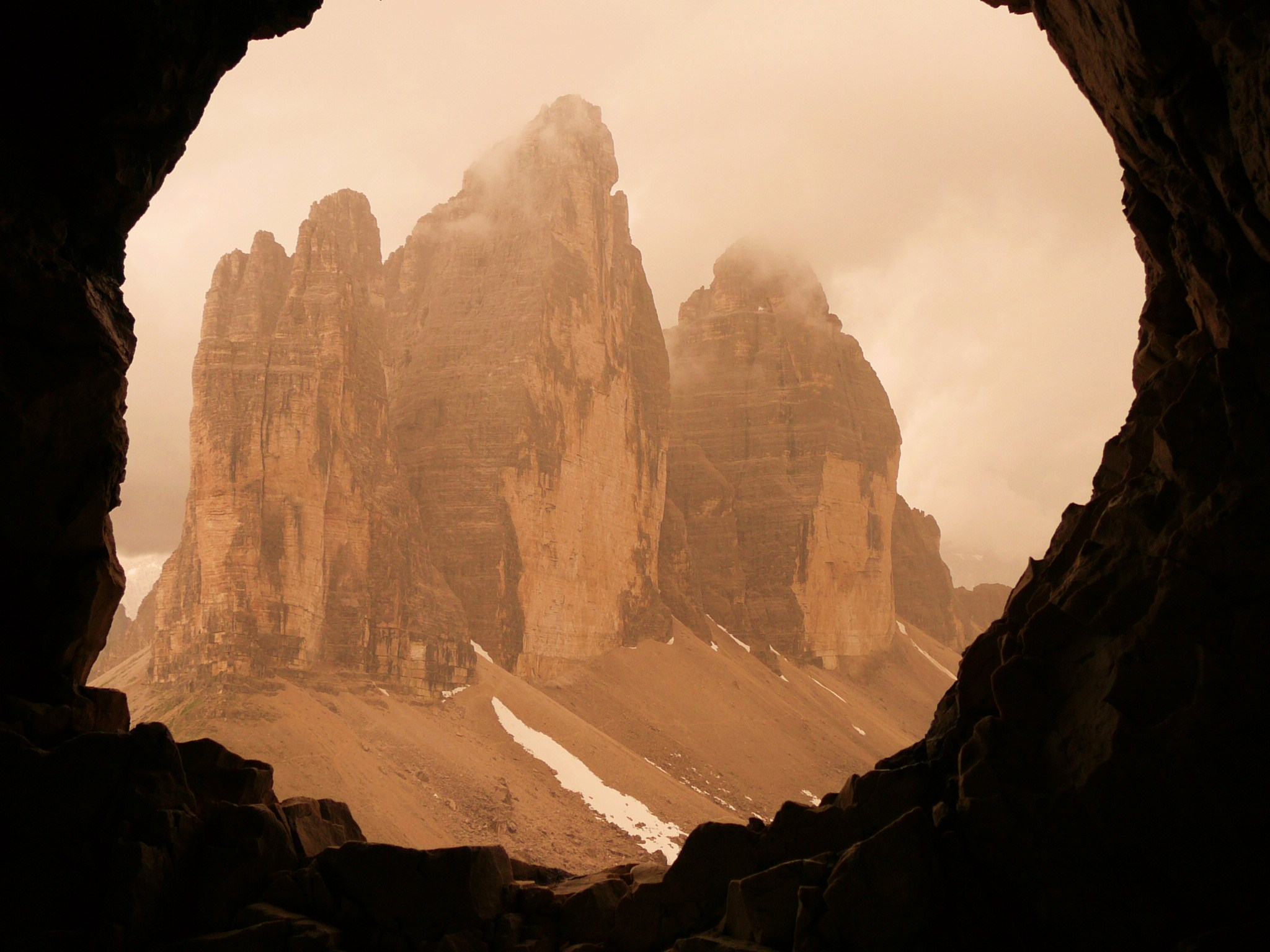
Drei Zinnen a Paternkofelbe vágott olasz bunkerből nézve

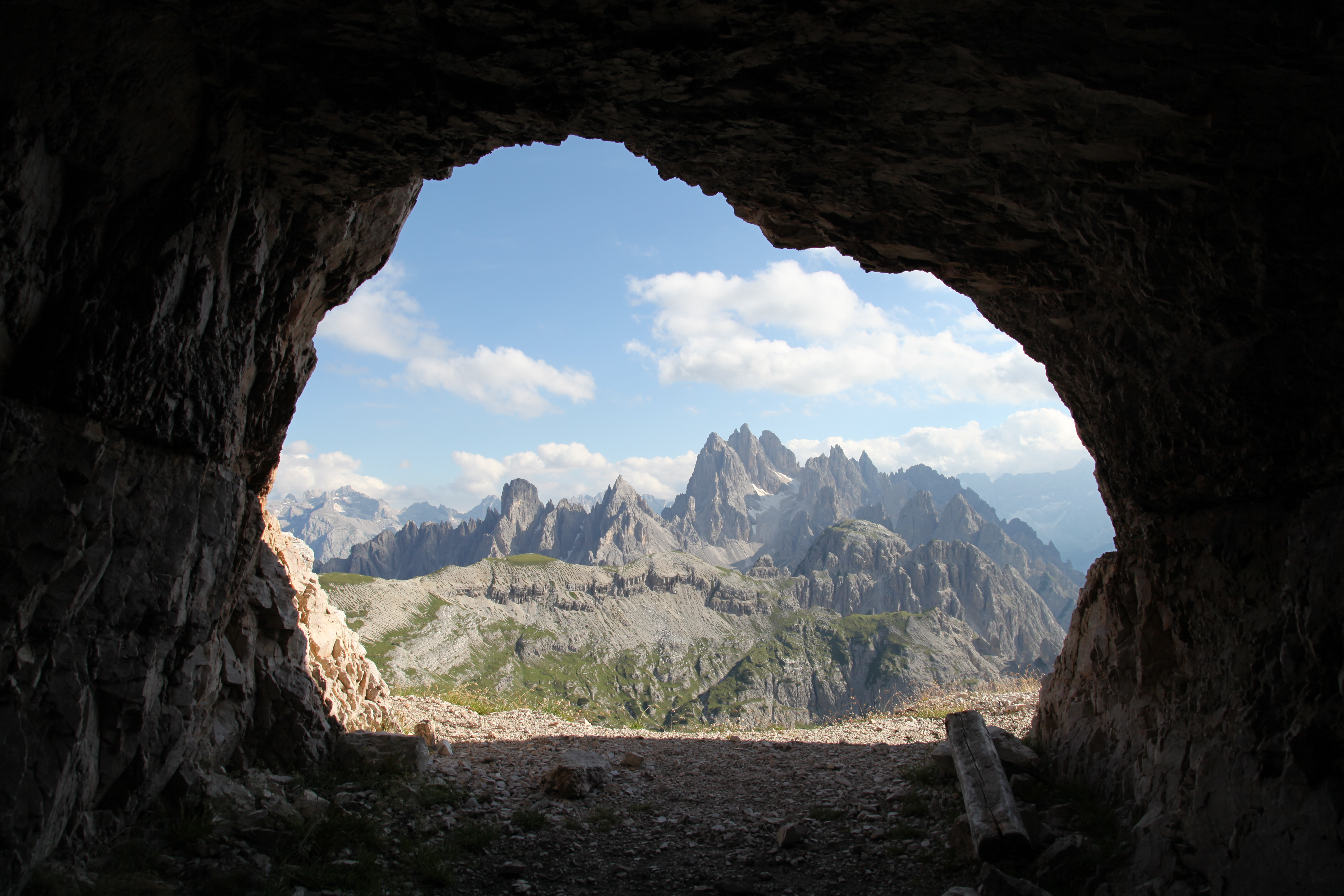
A Pragsi-Dolomitok a Nyugati Zinnébe vágott olasz bunkerből

1915. május 23-án az Olasz Királyság hadat üzent az Osztrák–Magyar Monarchiának. Az olasz Alpinik (alpesi csapatok) azonnal átlépték Ausztria határát, megkezdődött a „magashegyi háború” (Gebrigskrieg, Dolomitenkrieg) Tirol és Veneto egész határvidékén. A Sexteni-Dolomitokban húzódó frontszakasz a korabeli államhatár vonalán, a Paternkofel – Patern-nyereg (Paternsattel) – Drei Zinnen – Forcella Col di Mezzo vonalán húzódott. Az osztrák-magyar haderő lekötöttsége miatt először csak a tiroli helyi lakosokból szervezett területvédelmi csapatokat (Landesschützen) vethették harcba. A Paternkofelt elfoglalták az olaszok, de a Toblinger Knoten osztrák kézben maradt. 1915. május 25-én az olasz tüzérség szétlőtte a Dreizinnenhüttét, 26-án az osztrákok visszafoglalták a Patern-nyerget az olaszoktól. Egy osztrák járőr megpróbálta elfoglalni a Keleti Zinnen-hasadékot, hogy elvágja a Forcella Col di Mezzo nyergen keresztül vonuló, utánpótlást szállító Alpinik útját. Az eljegesedett hasadékba azonban az osztrákok nem tudtak feljutni, ezért még aznap este vissza kellett vonulniuk az elfoglalt Patern-nyeregből. Az olaszok ezután állásokat építettek ki a Patern-nyeregtől egészen a „Preuß-torony”-ig (Preußturm).
A Drei Zinnen közelében álló sziklatornyokat, a Paternkofelt és a Toblinger Knoten-t keresztül-kasul fúrták és ütegállásokat, lőréseket, raktárakat vájtak a sziklába. A két torony birtoklásáért két éven át heves tüzérségi és gyalogsági harcok folytak. Érdekes módon a Drei Zinnen tornyait megkímélte a közvetlen harctevékenység. Helyzetükből adódóan fontos stratégiai megfigyelő pontokat telepítettek rájuk, de ezek megközelítése rendkívüli alpinista erőfeszítéseket igényelt. Egy legenda szerint a felderítőként szolgáló híres tiroli hegyi vezető, Sepp Innerkofler egy telefonkábel-tekerccsel a hátán feljutott a Kis Zinne északi falának tetejére,, de más szerzők ezt megcáfolták.. (Innerkofler néhány héttel később, 1915. július 4-én a Paternkofel elleni rajtaütés során esett el.) 1915 júliusában olasz műszaki csapatoknak rendkívüli erőfeszítések árán sikerült egy fényszórót feljuttatni a Nagy Zinne csúcsára. Augusztus 15-re virradó éjszaka üzembe állították, fényét a Zinnenplateau fennsík osztrák állásaira irányozták. Egy olasz ágyút is sikerült felállítani a tornyok felső harmadában. A Drei Zinnen tornyai közötti hasadékokban állandó olasz megfigyelők és őrszemek ültek. A háború éveiben kiépültek a magashegyi szállítási útvonalak, melyek később a vidék közlekedési infrastruktúrájának alapjává váltak.
1917 végén a központi hatalmak caporettói offenzívájának sikere nyomán a visszavonuló olaszok kiürítették a Dolomitok térségét, hogy elkerüljék a stratégiai bekerítést. 1918 végén az osztrák–magyar front összeomlott, az olaszok bevonultak Tirolba. Az 1919-es saint-germaini békeszerződésben a győztes antant-hatalmak Olaszországnak adták az 1915-ben nekik ígért osztrák és magyar területeket, köztük Trentinót és Tirol déli részét, egészen ma Brenner-hágóig, ebből alakították ki később a mai Trentino-Alto Adige olasz régiót.
1928-ban a Nagy Zinne délkeleti lábánál, a Patern-nyeregre vezető úton, 2314 m magasságban felépítettek egy olasz katonai emlékművet és az alpesi csapatok kápolnáját (Cappella degli Alpini).

### Az északi falak meghódítása

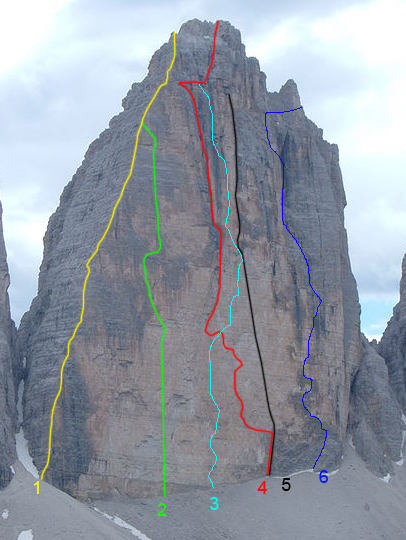
A Nagy Zinne északi falainak útjai: 1=Dibona-él, 2=Camillotto Pellesier-út, 3=„A Zinne fantomja”-út, 4=Direttissima (Hasse/Brandler-út), 5=Superdirettissima (Szász-út/Sachsenweg), 6=Comici/Dimai-út

Az első világháború évei után a frissen megszerzett körzet sokáig katonai terület volt, az ellenséges osztrák határ közelsége miatt. A Sexteni-Dolomitokat kevés alpinista látogatta. Idővel a világ alpinista technikája fejlődött, az 1920-as években kifejlesztették a VI. nehézségi fokú falak megmászási módját. Az 1930-as évekre lehetségessé vált a középső főcsúcs (Große Zinne) és a nyugati főcsúcs (Westliche Zinne) addig megmászhatatlannak tartott északi falainak első leküzdése. 1933-ban Fritz Demuth, Ferdinand Peringer és Sepp Lichtenegger elérték a nyugati főcsúcs északkeleti peremét, VI- nehézségi fokozatú mászóúton.
1933. augusztus 13–14-én azután Emilio Comicinek, a Dimai fivérek, Giovanni és Angelo kíséretében sikerült a nagy főcsúcs (Große Zinne) északi falát teljes magasságában elsőként megmászni. Az akció három napot és két éjszakát vett igénybe. Rengeteg kampót vertek be, és számos műszaki eszközt használtak hozzá, ezért a mászás megítélése alpinista fórumokon vitákat váltott ki. A klasszikus mászóstílus hívei a technikát etikátlannak, a sport kigúnyolásának tartották. Julius Kugy trieszti osztrák hegymászó és szakíró a technika túlzott alkalmazásában éppenhogy az északi fal megmászhatatlanságának bizonyítékát látta. A kritikákra válaszul 1937-ben Comici ismét megmászta az északi falat, most legnagyobbrészt kötélzet alkalmazása nélkül. A főcsúcstól keletre álló Kleine Zinne ún. „sárga falának” megmászását Comici már 1933-ban sikeresen teljesítette.
1935-ben Riccardo Cassin és Vittorio Ratti átkeltek a Nyugati Zinne északi falán. Ugyanabban az évben sexteni hegyi vezetők 3 méter magas vas csúcskeresztet állítottak fel a Nagy Zinne csúcsán.

### A „direttissima” stílus
A második világháború után a műszaki segédeszközök fejlődése meredekebb, az esésvonalhoz jobban közelítő útvezetést tett lehetségessé. 1958. július 6–10 között négy német hegymászó (D. Hasse, L. Brandler, S. Löw és J. Lehne) 180 szeg és 14 menetes kampó felhasználásával kitűzték a legegyenesebb vonalvezetésű utat a Nagy Zinne északi falán. Ez ún. „direttissima”-útvonal (melyet Hasse/Brandler-útnak is neveztek) lett a minta: a „lehulló esőcsepp” útvonalát legjobban közelítő kitűzés lett az ideális. 1959-ben ilyen vonalvezetéssel tűzték ki a Nyugati Zinne falán a Jean-Couzy-emlékutat és a Schweizer-utat. 1963 januárjában a Nagy Zinne oldalán kitűzték a Superdirettissimát (más néven Szász-út, Sachsenweg), amely már alig tér el az ideális esésvonaltól. 1967-ben Enrico Mauro és Mirco Minuzzi 340 menetes kampóval kitűzték a Camillotto Pellesier-utat a Nagy Zinnén. 1968-ban Baur fivérek, Gerd és Rudolph extrém műszaki eszközökkel feljutottak a Nyugati Zinne nagy, 40 méteres vízszintes áthajlásán.

## Kereskedelmi kiaknázás

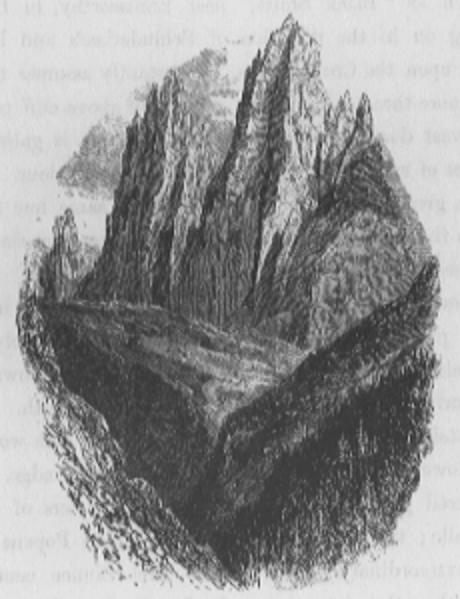
A Drei Zinnen látképe a Höhlenstein-völgy felől. Rajz Amelia Edwards könyvében (1873)

A 19. század közepéig a helyi lakosság tudatvilágában alig jelenik meg a Drei Zinnen. A Dolomitok hasonlóan markáns hegycsoportjaival ellentétben a Drei Zinnen-hez nem kötődnek legendák. A 19. század második felében, amikor Felső-Puster-völgy nyári üdülőhellyé kezdett fejlődni, megjelentek az első útleírások, melyek nemzetközi alpinista körökben ismertté tették a Drei Zinnen-t. (Ilyen volt Josiah Gilbert és George Ch. Churchill The Dolomite Mountains című 1864-es könyve és Amelia Edwards Untrodden peaks and unfrequented valleys című 1873-as műve. Az alpinista miliőn kívül az ekkoriban divatba jövő képeslapok népszerűsítették a Sexteni-Dolomitokat. Az egyetlen településen, Höhlenstein-ben, ahonnan a Drei Zinnen északi fala látható, 1870-ben felépült a Baur luxusszálloda. (Ezt az első világháború elején felrobbantották, hogy biztosítsák az osztrák–magyar tüzérség szabad kilövését).
Az első világháború idején a turizmus megszűnt, de az újságokban megjelentek a Zinnenplateau-ért folyó harcok fényképei. A Drei Zinnen – mindkét hadviselő fél propagandájában – a határjelző erődítmény jelképévé vált. A háború után, a fasizmus évtizedeiben az elnyomott dél-tiroli patrióta mozgalmak elfoglalt hazájuk mementójává emelték az egykori határjelző Drei Zinnen képét.
A kereskedelmi reklámokban a Drei Zinnen képe már 1900-tól kezdve feltűnik, és azóta is gyakori reklámhordozó. A környék számtalan vendéglátó helye viseli a Drei Zinnen (vagy Tre Cime) nevét, Toblach község is a „Drei Zinnen-i” jelzővel hirdeti magát.
Dél-Tirol a turizmust népszerűsítő reklámokban mindig szívesen használta a Drei Zinnen-t. Stilizált képét gazdasági társaságok is alkalmazzák céges logóként. Az Olasz Posta 2008-ban bélyegsorozatot adott ki róla. Az 1980-as években népszerű volt egy „Dolomiti” nevű fagylaltkompozíció, mely a Drei Zinnen-t formázta.

## Sport és tömegturizmus
A Drei Zinnen fennsíkja természetvédelmi terület, nincsenek kiépített sípályák. A legközelebbi síközpontok Innichenben, a Sexteni-völgyben, a Kreuzberg-hágón és a Misurina-tónál működnek.
1998 óta évente megrendezik a Drei-Zinnen-Lauf (olaszul: Corsa delle Tre Cime) nevű alpesi terepfutó versenyt, mely Sexten központjából (1320 m magasságban) indul, a Fischlein-völgyön és a Zsigmondy-menedékházon át éri el a pálya legmagasabb pontját, a 2528 m magasan fekvő Büllele-hágói menedékházat (Büllelejochhütte). A végcél a 2405 m magasan fekvő Drei Zinnen-menedéház (Dreizinnenhütte), a Drei Zinnen lábánál. A pálya teljes hossza 17,5 km, a versenyzők 1350 méternyi magasságkülönbséget küzdenek le.

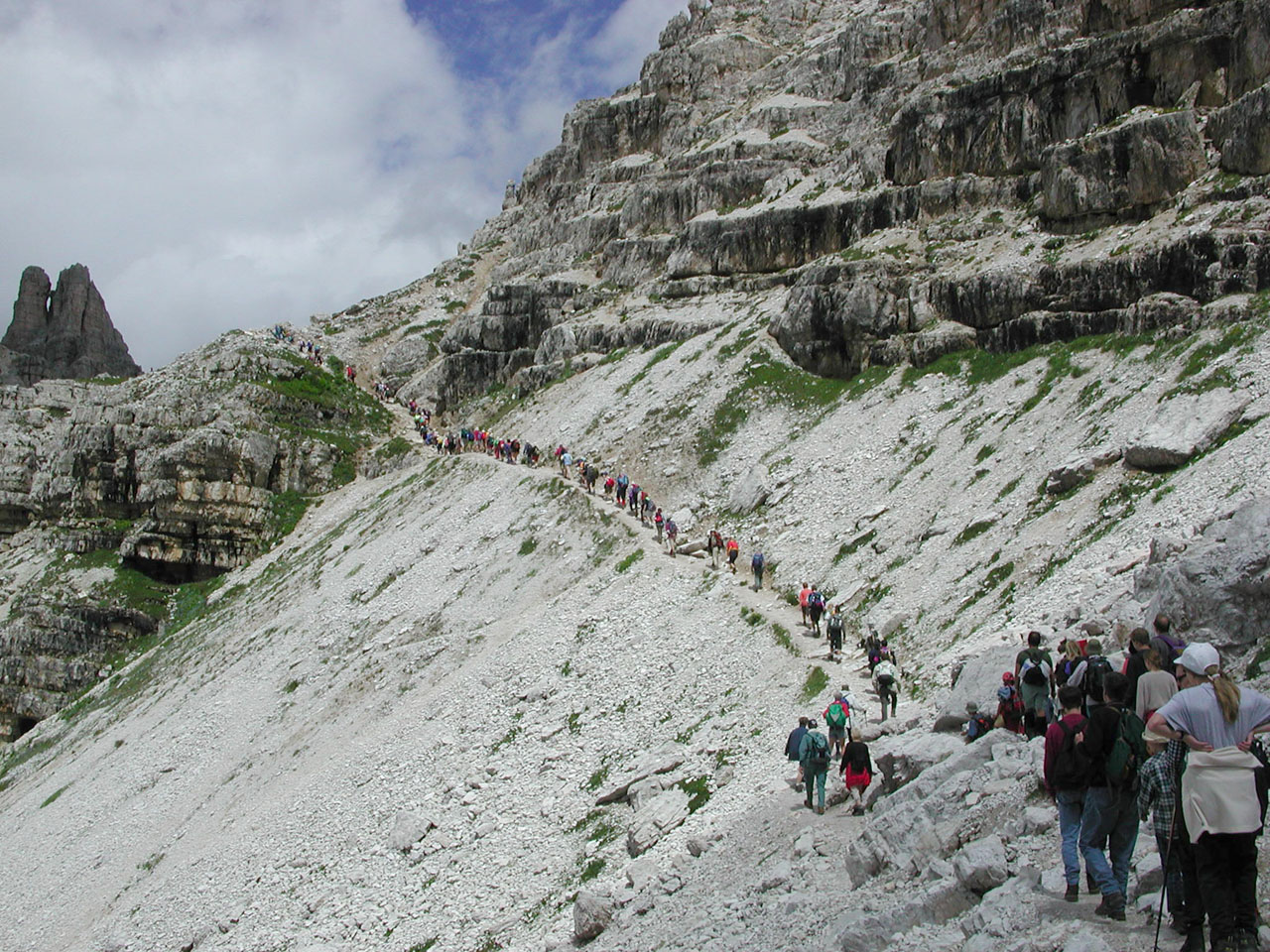
Tömegek vándorlása a Drei Zinnen-menedékház felé vezető ösvényen

A tömegturizmus első nagy fellendülését a 20. század elején érte el. 1908-ban már 2000-nél több kiránduló kereste fel az 1881-ben épült Drei Zinnen-menedékházat. A két háború között a turizmus átmeneti visszaesés után ismét növekedésnek indult. A frissen megszerzett osztrák területeket sok olasz turista is megtekintette. A második világháború után sok régi hadiutat, köztük az Auronzo-menedékház útját kiépítették és megnyitották a turisták előtt. A látogatók száma rohamosan nőtt. Komoly formában felmerült, hogy az aszfaltozott autóutat meghosszabbítják az Auronzo-menedékháztól egészen a Drei Zinnen-menedékházig. Ezt azonban a környezetvédők napjainkig (2017) sikerrel megakadályozták.
A Drei Zinnen-t körüljáró túraösvény a Dolomitok egyik legkedveltebb útvonala. Az Auronzo-menedékház gépkocsival könnyen elérhető. Az Auronzo-menedékháztól a Patern-nyereghez és a Drei Zinnen-menedékházhoz vezető gyalogút mindenütt szélesen és biztonságosan ki van építve, nincsenek rajta meredek emelkedők, egészen gyakorlatlan kirándulók számára is könnyen járható. Akkora turistatömeg akar végigmenni rajta, hogy nyári hétvégéken szabályszerű gyalogos-dugók torlódnak össze. A Drei Zinne-menedékházban 140-en éjszakázhatnak, miközben naponta akár 2000 turista érkezik a házhoz.